# Tassilokelch

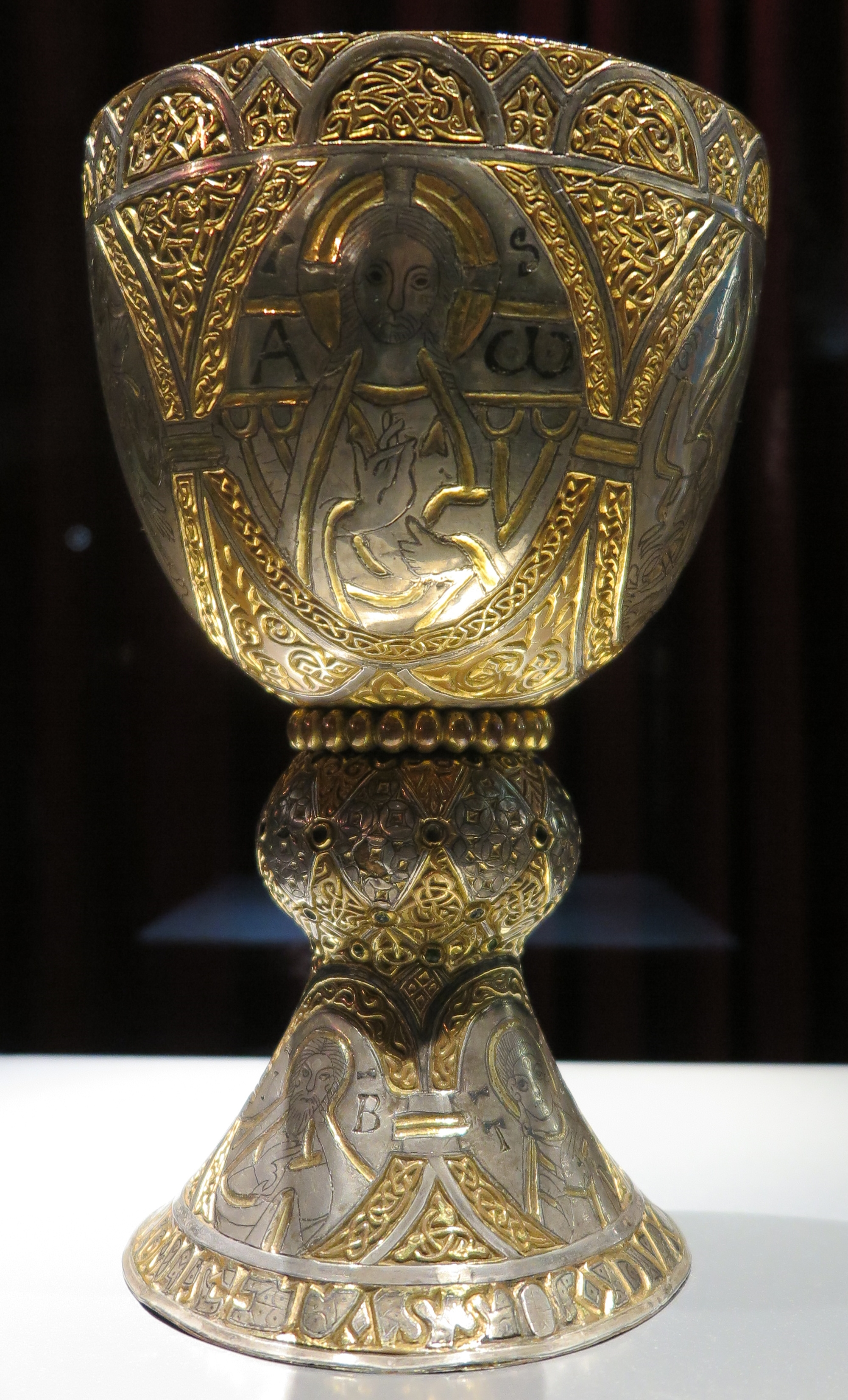
Der Kelch während einer Ausstellung in Aachen 2014

Als Tassilo-Liutpirc-Kelch (auch Tassilokelch) bezeichnet man einen im Stift Kremsmünster aufbewahrten Kelch, der um 780 möglicherweise von dem bayerischen Herzog Tassilo und seiner Gemahlin Luitpirga gestiftet wurde, möglicherweise anlässlich der Gründung Kremsmünsters 777. Der Kelch selbst wird in der Schatzkammer des Stiftes aufbewahrt.

## Geschichte
Die genaue Entstehungsgeschichte ist unklar. Da die Inschrift am Fuß die Hochzeit Tassilos voraussetzt, kommt nur eine Entstehung nach 768/69 in Frage. Als Entstehungsort wird eine Salzburger Werkstätte vermutet, es sind aber auch der übrige bairische oder der oberitalienische Raum nicht völlig auszuschließen. Die im insularen Stil kontinentaler Prägung ausgearbeiteten Flechtband- und Tierornamente führten früher zur Vermutung, dass der Kelch vielleicht sogar in England hergestellt worden sein könnte.
Aufgrund der Größe und reichen Verzierung des Kelchs handelt es sich wohl um einen sogenannten Spendekelch (calix ministerialis), der den Gästen des Abtes beim Stifterfest gereicht wurde, der jedoch erstmals seit Abt Albert Bruckmayr († 1982) liturgisch verwendet wurde: bei den Gottesdiensten am Stiftertag und Gründonnerstag wird seitdem die Kelchkommunion gereicht. Auch Papst Benedikt XVI. hat den Kelch bei der Feier der Heiligen Messe in Mariazell am 8. September 2007 verwendet, wie zuvor Papst Johannes Paul II. 1983 und 1998 bei seinen Österreichreisen.
Der Kelch wurde anlässlich einer Ausstellung im Aachener Centre Charlemagne 2014 erstmals seit 1946 aus Österreich verbracht. 2024 kam er für sechs Wochen als Leihgabe in das Diözesanmuseum Freising für die Bayerische Landesausstellung Tassilo, Korbinian und der Bär.

## Beschreibung
Der Tassilokelch ist ca. 25,5 cm hoch, 3,05 kg schwer, fasst ca. 1,75 Liter und besteht aus Kupfer, wobei Kuppa und Knauf je einzeln gefertigt sind. Auf den teilweise vergoldeten Kelch sind Silbermedaillons aufgelötet, wobei die fünf großen Brustbilder an der Kuppa Christus mit den Initialen IS (Jesus Salvator) umgeben von den vier Evangelisten, die kleineren am Fuß die heilige Maria und Johannes den Täufer und nach einer unsicheren Interpretation die Langobardenkönigin Theudelinde (eine Verwandte Tassilos) und den heiligen Theoto zeigen. Der Kelch ist darüber hinaus mit Ornamenten in verschiedenen Stilrichtungen und Techniken verziert, so Tierornamenten in insularem Stil kontinentaler Prägung, Pflanzenornamenten und geometrischen Motiven.
Die Inschrift am Fuß lautet: „TASSILO DVX FORTIS + LIVTPIRC VIRGA REGALIS“, übersetzt: „Tassilo, tapferer Herzog + Liutpirg, königlicher Spross“. Aufgrund dieser Inschrift wird auch angenommen, dass es sich um den Hochzeitskelch des Tassilo handeln könnte.

## Neuuntersuchung des Kelchs
In den Jahren 2014 bis 2019 wurde der Kelch im Rahmen eines interdisziplinären Forschungsprojektes unter Federführung des Archäologischen Museums Frankfurt in den Werkstätten des Römisch-Germanischen Zentralmuseums in Mainz eingehend neu untersucht. Die Ergebnisse wurden von Egon Wamers 2019 unter dem Titel „Der Tassilo-Liutpirc-Kelch im Stift Kremsmünster“ ediert (siehe Literatur).
Die Untersuchungen vertiefen nicht nur den bisherigen Kenntnisstand zur Goldschmiedetechnik und zur Ikonografie des Kelchs sowie zur Geschichte Tassilos und vergleichbarer Kunstwerke, sondern führen auch zu Deutungen der Inschrift und der Ikonografie, die im Widerspruch zu bisherigen Meinungen stehen. Die wichtigsten davon:
Ausgehend von geometrischen Beobachtungen am Kelch und der Inschrift am Fuß des Kelches kommt P. Altman Pötsch zur Überzeugung, dass der Kelch von vornherein als liturgisches Gefäß für den Dom von Salzburg bestimmt und dem Heiligen Rupert gewidmet war. Tassilo und Liutpirc erscheinen in dieser Deutung als Stifter des Kelches, Virgil von Salzburg als Theologe des Kelchprogramms. Das Hauptbild stellt demnach Christus als König und Hohepriester nach der Ordnung Melchisedeks dar.
Die Inschrift ist für P. Altman Pötsch ein Anagramm, hinter dem sich letztlich die Worte SALUTARIS / CALIX FIT S / RODPERGTO / VIRGILIUS verbergen. Außerdem ergibt sich möglicherweise aus einem Chronogramm in derselben Inschrift die Jahreszahl 781 als Zeitpunkt der Entstehung des Kelches.
Die Medaillons am Fuß des Kelches stellen nach dieser Deutung neben Maria und Johannes den Täufer nicht Theodolinde und Theoto (s. oben), sondern die Apostel Thomas und Petrus dar.
Egon Wamers interpretiert das Gitterwerk auf dem Kelch als „schematische Architektur eins vermutlich zweigeschossigen Bauwerks, [...] bei dem Ober- und Untergeschoss (oder Altar- und Gemeinderaum) durch eine Schrankenanlage voneinander separiert“ sind. Diese Architektur „dürfte [...] das Paradies simulieren, was zudem durch die ‚Dachlandschaft‘ des Himmlischen Jerusalems auf dem Mundsaum des Kelchs verstärkt wird.“ Der Kelch ist demnach „die Visualisierung der urbs caelestis, der Himmelsstadt.“